# Jilem (okres Jindřichův Hradec)
Obec Jilem (německy Jelmo) se nachází v okrese Jindřichův Hradec v Jihočeském kraji. Žije zde 129 obyvatel.

## Historie
První písemná zmínka o obci pochází z roku 1358. Název pochází podle hojně rostoucích jilmů. Z roku 1873 pochází budova pivovaru. V roce 2019 obec získala znak. Štít znaku je zelený, v něm stříbrný osmilistý květ se zlatým středem na zlatém, doprava prohnutém stonku. Autorem znaku je Mgr. Jan Tejkal.

## Správní začlenění obce
Obec Jilem byla do roku 1990 částí Studené a v témže roce se osamostatnila. Od roku 2003 spadá jako samostatná obec pod pověřený Městský úřad v Dačicích v samosprávném Jihočeském kraji.

## Pamětihodnosti
- boží muka směrem na Strmilov
- historická sýpka u domu č.p. 13
- Vackův mlýn